# Parun (distrikt)
Parun är ett distrikt i Afghanistan. Det ligger i provinsen Nurestan, i den nordöstra delen av landet, 180 kilometer nordost om huvudstaden Kabul. Administrativ huvudort är Parun.
Distriktet beräknades år 2022 ha cirka 16 000 invånare.